# 徳雲寺 (美濃加茂市)
徳雲寺（とくうんじ）は岐阜県美濃加茂市加茂野町市橋にある曹洞宗の寺院。山号は金剛山。美濃三十三観音霊場三十一番札所であり、中濃八十八ヶ所霊場七十七番札所でもある。

## 歴史
本尊の白衣観音菩薩は武蔵国の海岸に流れ着いたものを印牛禅師が拾い、その後金華山山麓の黙山庵で祀られていたものを
天明2年(1782年)、徳雲寺の迦葉院耕田が加茂野市橋に移して寺を建立したと伝わる。
本堂は白山神社の神宮寺の建物として創建されたものと伝わるが、いずれの白山神社であるかは不詳。
往時は寺内にハタゴ池と称する池があり弁財天が祀られていたと伝わる。ハタゴ池は埋め立てられて耕地となり、弁財天は寺の前の祠に祀られている。
ハタゴ池は竜宮に通じていたという伝説があり、機織りする女が願えば、いくらでもハタゴを貸してくれたが、ある女が借りて約束した期日までに返さなかったため、それからはどんなに願っても池に浮かび上がることは無かったという。
本尊の子安観音は子授け、安産の現世利益があるとして信仰の対象となっている。